# Cynopterus luzoniensis
Cynopterus luzoniensis — вид рукокрилих, родини Криланових. 

## Середовище проживання
Цей вид зустрічається повсюдно Сулавесі (Індонезія) і на Філіппінах. Він в достатку зустрічається в сільськогосподарських районах і поширений у рівнинних і гірських вторинних лісах. Висота поширення коливається від рівня моря до 1600 м над рівнем моря. Він також може бути знайдений в житлових районах і містах, рідко зустрічається в первинних лісах. 

## Загрози та охорона
Немає серйозних загроз для цього виду. Зустрічається в ряді охоронних районів в усьому діапазоні.